# Charcier
Charcier ist eine französische Gemeinde im Département Jura in der Region Bourgogne-Franche-Comté.

## Geographie
Charcier liegt auf 510 m, etwa 16 Kilometer ostsüdöstlich der Stadt Lons-le-Saunier (Luftlinie). Das Bauerndorf erstreckt sich im Jura, in der Senke der Combe d’Ain, am östlichen Rand des breiten Ain-Tals am Fuß der Hochplateaus von Champagnole.
Die Fläche des 12,91 km² großen Gemeindegebiets umfasst einen Abschnitt des französischen Juras. Der westliche Teil des Gebietes wird von der breiten Ebene östlich des Ain eingenommen, die durchschnittlich auf 480 m liegt. Die nördliche Grenze verläuft dabei entlang dem Bachlauf des Dudon, der am Fuß des Hochplateaus entspringt. Im äußersten Westen reicht der Gemeindeboden bis an den Ain, der hier zur Stromerzeugung aufgestaut ist. 
Nach Osten erstreckt sich das Gemeindeareal über eine rund 100 m hohe Geländestufe auf das angrenzende Hochplateau (durchschnittlich auf 600 m). Es weist große Waldgebiete auf (Les Grands Bois, Bois de la Jalèvre), zeigt aber auch Rodungsinseln, die mit Acker- und Wiesland bestanden sind. Im Südosten des Plateaus wird mit 654 m die höchste Erhebung von Charcier erreicht. Ganz im Süden des Gemeindegebietes wird das Hochplateau durch das Erosionstal des Baches Sirène untergliedert.
Zu Charcier gehören neben dem eigentlichen Ort auch mehrere Weiler und Einzelhöfe, darunter:
- Pellier (600 m) in einer Rodungsinsel auf dem Plateau von Champagnole
- La Charne (605 m) auf dem Plateau von Champagnole

Nachbargemeinden von Charcier sind Doucier im Norden, Denezières im Osten, Uxelles und Charézier im Süden sowie Châtillon im Westen.

## Geschichte
Verschiedene Funde weisen darauf hin, dass das Gemeindegebiet von Charcier bereits während der gallorömischen Zeit besiedelt war. Erstmals urkundlich erwähnt wird die Ortschaft im 12. Jahrhundert. Seit dem Mittelalter gehörte Charcier zur Baronie Mont-Saint-Sorlin (bei Charézier). Zusammen mit der Franche-Comté gelangte das Dorf mit dem Frieden von Nimwegen 1678 an Frankreich. Nach dem Einsturz der Kirche von Saint-Sorlin im Jahr 1750 bei Charézier wurde Charcier zur Pfarrei erhoben. Zu einer Gebietsveränderung kam es 1822, als die vorher selbständigen Gemeinden Pellier und La Charne mit Charcier zusammengelegt wurden.

## Sehenswürdigkeiten
Die Pfarrkirche Saint-Saturnin erhielt ihre heutige Gestalt beim Neubau im 18. Jahrhundert.

## Bevölkerung
| Jahr                       | 1962 | 1968 | 1975 | 1982 | 1990 | 1999 | 2008 | 2018 |
| Einwohner                  | 123  | 113  | 102  | 92   | 112  | 107  | 118  | 136  |
| Quellen: Cassini und INSEE |      |      |      |      |      |      |      |      |

Mit 142 Einwohnern (Stand 1. Januar 2022) gehört Charcier zu den kleinsten Gemeinden des Départements Jura. Nachdem die Einwohnerzahl in der ersten Hälfte des 20. Jahrhunderts deutlich abgenommen hatte (1891 wurden noch 256 Personen gezählt), wurden seit Beginn der 1970er Jahre nur noch geringe Schwankungen verzeichnet.

## Wirtschaft und Infrastruktur
Charcier war bis weit ins 20. Jahrhundert hinein ein vorwiegend durch die Landwirtschaft geprägtes Dorf. Daneben gibt es heute einige Betriebe des lokalen Kleingewerbes. Viele Erwerbstätige sind auch Wegpendler, die in den größeren Ortschaften der Umgebung ihrer Arbeit nachgehen.
Die Ortschaft liegt abseits der größeren Durchgangsstraßen an einer Departementsstraße, die von Clairvaux-les-Lacs nach Doucier führt. Weitere Straßenverbindungen bestehen mit Liefnans und Denezières.